# Nastja Čeh
Nastja Čeh, slovenski nogometaš, * 26. januar 1978, Ptuj.

## Življenjepis
Z igranjem nogometa je Nastja Čeh pričel v domačem klubu Drava Ptuj. Po dobrih igrah na nižjeligaškem nivoju se je leta 1997 preselil k takrat najuspešnejšemu slovenskemu klubu NK Maribor. Leta 1999 je za eno sezono prestopil k ljubljanski Olimpiji, že naslednje leto pa se je zopet vrnil v Maribor, od koder je po enem letu odšel v belgijski Club Brugge.
Do poletja 2005 je za slovensko reprezentanco nastopil na 32 tekmah in zadel 6 golov. V državnem dresu je prvič nastopil 6. oktobra 2001 proti reprezentanci Ferskih otokov, na tej tekmi pa je dosegel tudi dva gola. Večino svoje kariere je igral v tujini. V letu 2014 se je vrnil v rodni Ptuj, kjer je prevzel mesto vodje nogometne šole pri NK Drava Ptuj, hkrati pa začel igrati za člansko ekipo NK Drava Ptuj. V sezoni 2014/2015 je z 21 goli pomagal svojemu klubu do preboja iz 3. SNL v 2. SNL. V sezoni 2015/2016 je v 2. SNL na 24 tekmah dosegel 8 golov. Za NK Drava Ptuj redno igral tudi v sezoni 2016/2017 (v prvi polovici sezone je na 14 tekmah dosegel 5 golov, skupaj pa na 23 tekmah 8 golov). Nekaj česa je bil tudi predsednik kluba. 